# Донецкий, Василий Федосеевич
Васи́лий Федосе́евич Доне́цкий (род. 1850 г. или 1851 г. — умер после 1884 г.) — деятель народнического движения, участвовал в нескольких революционных кружках. В 1873 году посетил Европу, где общался с народниками-эмигрантами. Безуспешно пытался влиться в состав швейцарского пролетариата и стать членом Первого интернационала. По возвращении в Российскую империю был схвачен на границе за провоз революционных прокламаций. Был приговорён к каторге, стал первым политическим заключённым Ново-Белгородского централа. Во время отбывания наказания сошёл с ума и его перевели в Казанскую психиатрическую больницу. После заключения познакомился с молодым Виктором Черновым, в будущем одним из лидеров партии эсеров, — и повлиял на его желание стать революционером. Муж народницы Фёклы Донецкой.

## Биография

### Народническая деятельность
Василий Донецкий родился в семье священника в 1850, или, по другим сведениям, в 1851 году. Образование получал в Черкасском уездном училище и Воронежской духовной семинарии. Позже был слушателем в Петровской сельскохозяйственной академии. Во время обучения в Москве посещал народнические кружки Валериана Карпова и Александра Пругавина. После доноса Марии Козицкой о существовании в Москве тайного политического общества жандармы заинтересовались членами этих кружков. Сам Василий Донецкий был арестован и обыскан 25 апреля 1871 года, на следующий день он был допрошен прокурором Московской судебной палаты. Из-за того, что обыски членов кружков не подтвердили слова Козицкой, все арестованные, кроме четы Карповых, были освобождены с установлением за ними полицейского надзора. Всего Василий Донецкий провёл под арестом три дня.
После выхода из заключения активно общался с московскими «чайковцами». Вопреки подписке о невыезде Донецкий покинул Москву и переехал в Киев, где жил до января 1873 года. На новом месте вошёл в бунтарский кружок Владимира Дебогория-Мокриевича. Находясь в Киеве, женился на народнице Фёкле Лозовской. Согласно сведениям писателя Петра Кошеля, брак был фиктивным и предназначался для освобождения Фёклы «от родительских прав для революционного дела», сами супруги виделись лишь раз — в церкви во время венчания.
В марте 1873 года в составе группы народников, где, в частности, были Владимир Дебогорий-Мокриевич, Николай Судзиловский и Иван Ходько, по фальшивому паспорту на имя А. Осмоловского поехал в Европу. Вместе с товарищами посетил Вену, Лозанну и Цюрих, где познакомился с местными русскими эмигрантами. В частности, у него сложились близкие отношения с народницей Марией Мачтет — старшей сестрой писателя Григория Мачтета. Дебогорий-Мокриевич, Донецкий и Судзиловский планировали стать рабочими и войти в состав рабочего Интернационала. Несмотря на критику этой затеи Ходько и обитавшим в Швейцарии уже долгое время Замфиром Ралли, тройка народников отправилась к перевалу Сен-Готард, чтобы принять участие в строительстве железнодорожного тоннеля. К удивлению народников строительство не нуждалось в новых рабочих, и тогда они решили отправиться в Женеву. В городе они познакомились с эмигрантом из России Лазарем Гольденбергом, который заведовал свободной русской типографией и печатал революционную литературу. Здесь Судзиловский решил покинуть товарищей, а Дебогорий-Мокриевич и Донецкий осуществили свою цель и устроились работать землекопами. Для не привыкшего к физическому труду Донецкого это занятие оказалось очень тяжёлым. Однако он не сдавался и со временем стал привыкать к работе. Через несколько недель Донецкий был задержан местной полицией, так как его паспорт оказался фальшивым и разрешение на временное проживание отсутствовало. На следующий день он был отпущен с условием срочно покинуть Женевский кантон.

### Заключение
Покинув Дебогория-Мокриевича, Донецкий решил самостоятельно вернуться в Российскую империю и провезти через границу 200 прокламаций «К русским революционерам», изданных «Общиной цюрихских анархистов». В ноябре 1873 года он прибыл на железнодорожную станцию Сербиновцы, оставив чемодан с прокламациями на хранение у станционного жандарма. Донецкий решил пешком дойти до села Лука-Барская, где находилось имение Дебогориев-Мокриевичей. Однако 27 ноября, неподалёку от станции, Василия Донецкого задержали железнодорожные рабочие, приняв его за беглого преступника, и передали становому приставу. Во время обыска у задержанного были обнаружены прокламации, после чего он признался в их ввозе. Донецкого арестовали и отправили в столицу, где с 3 января 1874 г. до 22 февраля 1875 г. его содержали в Петропавловской крепости.

Дело Василия Донецкого рассматривало Особое присутствие Правительствующего сената. Следователям не удалось включить Донецкого в какое-то из коллективных дел, и поэтому его судили отдельно. По решению суда от 25 сентября 1875 года за ввоз прокламаций он был приговорён к лишению всех прав состояния и к пяти годам каторжных работ.

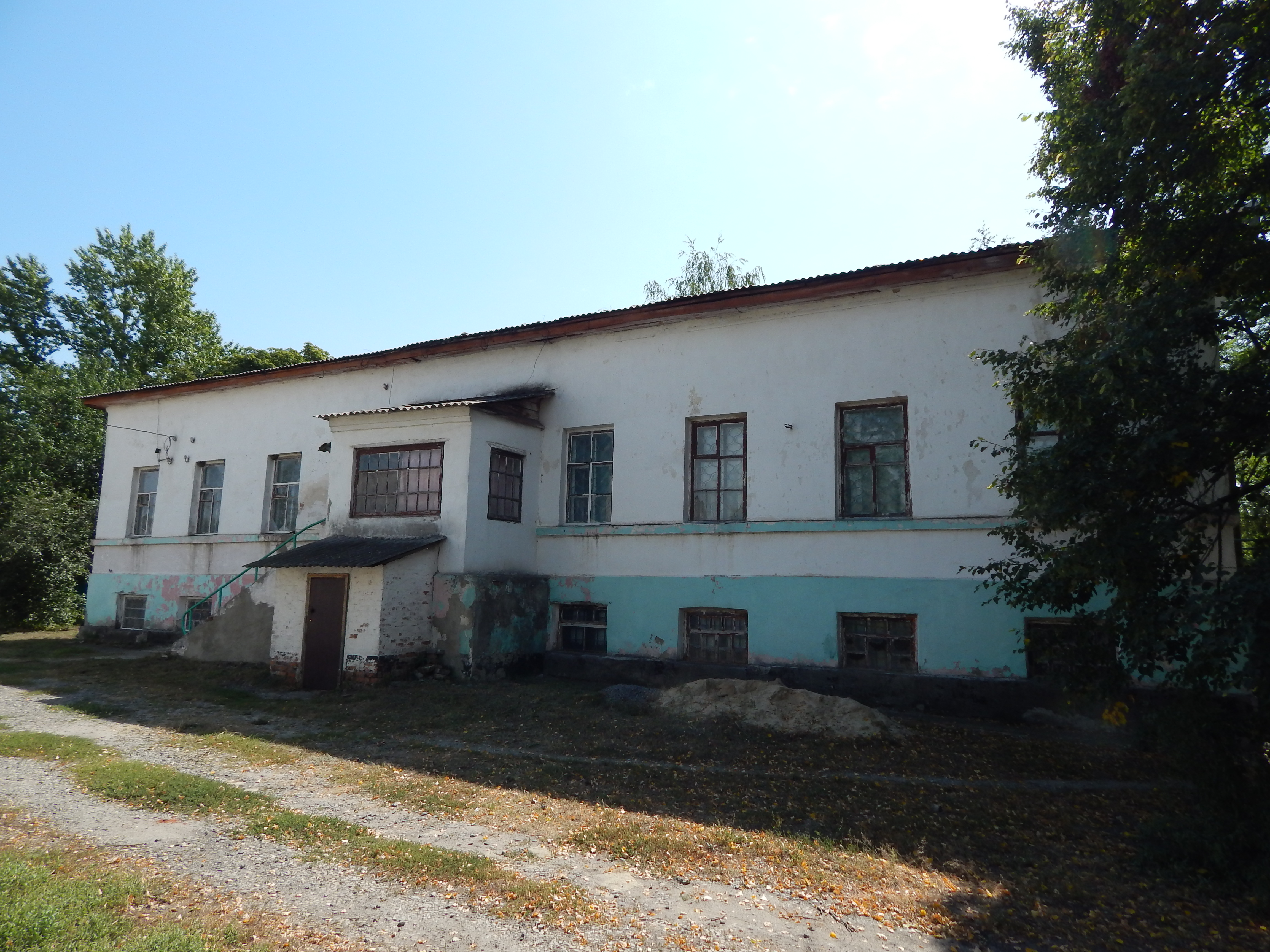
Здание Ново-Белгородского централа, современное состояние

Отбывал наказание в правом крыле одиночных камер Ново-Белгородского централа, находившегося в Харьковской губернии. Василий Донецкий стал первым политзаключённым в централе. Главное тюремное управление в письме от 21 сентября 1879 года к Министерству внутренних дел отмечало, что у нескольких узников централа, среди которых был и Донецкий, обнаружено расстройство умственных способностей в слабой форме. Из-за того что расстройство могло прогрессировать, и чтобы больные узники не мешали другим, харьковский губернатор Виктор фон Валь ходатайствовал разрешить отправить их в ссылку. Однако ходатайство осталось без ответа.
Народник Михаил Чернавский, отбывавший наказание в соседней с Донецким камере, вспоминал, что сумасшествие Донецкого началось с «рецидива религиозности» — он некоторое время каждое воскресенье посещал арестантскую церковь. Само безумие товарища Чернавский характеризовал как «философское». Донецкий считал, что он «в совершенстве постиг мироздание, его цели, законы, будущие судьбы», центром мироздания он считал себя. Донецкий не нуждался в свободе, потому что он обнимал «своим взором всё сущее, весь мир», видел прошлое, настоящее и будущее. Он пытался объяснить свои взгляды врачу, священнику и надзирателю, но ни один из них не понял его объяснений. Их реакция никоим образом не расстроила самого Донецкого. Как отмечал Чернавский, его товарищ изменился даже внешне — в его лице читалось абсолютное спокойствие и удовлетворённость, а походка стала спокойной, торжественно-величавой.

### Дальнейшая жизнь
Только потом я понял психологическую трагедию, создавшую эту философию. Человек, участвовавший в героической попытке возрождения и очеловечения нашей бесчеловечной действительности революционной борьбой, не вынес рокового финала. И потрясённая нервная система направила его недюжинный ум на фантастическую дорогу.
По истечении срока тюремного заключения, в 1880 году, вместе с другим народником — Николаем Плотниковым был отправлен в Орёл для дальнейшей высылки в Восточную Сибирь. Некоторое время находился в Мценской пересыльной тюрьме, где с ним познакомился другой арестант, народник Иван Белоконский. Последний вспоминал в мемуарах, что Донецкий считал себя «гением добра» и доказывал это с помощью календаря. По словам Донецкого, каждый несправедливый поступок в отношении него со стороны тюремного начальства приводил к несчастью: «Вот лишили меня тогда-то обеда, и, смотрите, — в этот день умер…». В Мценске Донецкий сильно привязался к арестанту Ивану Дебогорию-Мокриевичу, с которым проводил много времени в разговорах. «Нервный и болезненный» Дебогорий-Мокриевич тяготился такими однообразными разговорами и, чтобы изменить направление беседы, однажды с помощью того же календаря доказал, что является «гением зла». После этого разговора Донецкий больше не упоминал любимую тему. Белоконский объяснял привязанность сумасшедшего арестанта к Дебогорию-Мокриевичу тем, что Донецкий дружил с его младшим братом Владимиром и братья в его больном воображении смешались в одного человека.
В Мценске местный врач констатировал, что Донецкий и Плотников находятся «в состоянии безумия», поэтому Главное тюремное управление просило разрешение на перемещение больных в богоугодное заведение в Орловской губернии или высылку в Москву. В ноябре того же года по распоряжению Главного тюремного управления Василий Донецкий был переведён в Казанскую психиатрическую больницу. По состоянию на 1884 год жил под наблюдением на территории Области Войска Донского.
Летом 1885 года Казанскую психиатрическую больницу посетила жена Василия Донецкого — Фёкла, она не знала о переводе мужа и намеревалась оформить развод. Фёкла покинула больницу, так и не найдя мужа и не получив точных сведений о его местонахождении.
Виктор Чернов в своих воспоминаниях упоминал «сумасшедшего философа» Донецкого, с которым он познакомился в юношестве. Василий Донецкий жил на окраине города Саратова и вёл отшельнический образ жизни. Бывший народник зарабатывал на жизнь частными уроками, но жил очень бедно, питался только горячей водой с чёрным хлебом. Из-за своей любви ко всему живому стал вегетарианцем. Работал над своей философской системой, особое внимание уделял проблеме реальности внешнего мира, свободной воли, основ морали. Разочаровался в революционном движении и порвал почти все свои старые знакомства, однако общался с народником Валерианом Балмашёвым, отцом террориста Степана Балмашёва. Также его посещали некоторые местные гимназисты, которым Донецкий проповедовал «новую свою философию». Среди гимназистов был и Виктор Чернов, сравнивавший Донецкого с анахоретом. Исследователь Александр Эткинд отмечал, что знакомство с Донецким повлияло на молодого Чернова, разочарование Донецкого в революционном движении не отвлекло от него гимназиста, а наоборот разбудило в нём «романтический восторг». Чернов сравнивал нигилистов с ангелом, восставшим против Саваофа. Анализируя биографию Василия Донецкого, Эткинд отмечал её сходство с жизнью Василия Кельсиева и Николая Чайковского, но у Донецкого она «болезненно-заострённая».

## В культуре
Народник Лев Дейч написал «об этом ни за что погубленном юноше» в статье «Полувековые годовщины», пересказав историю жизни Василия Донецкого среди других жертв царизма.
Революционер и писатель Сергей Степняк-Кравчинский в произведении «Россия под властью царей» упоминал Донецкого среди жертв Ново-Белгородского централа: «Донецкий, Герасимов, Александров, Елецкий, Папин, Муравский — их тени проходят перед нами в этой обители скорби. Замечательный ум этих людей, вся их безграничная любовь к труженикам, стремление облегчить участь униженных и угнетённых похоронены в каменном склепе, осуждены на гибель и смерть».
Василий Донецкий — эпизодический персонаж романа Валерия Язвицкого «Непобеждённый пленник», посвящённого жизни народника Ипполита Мышкина. В романе рассказывается об аресте Донецкого в Швейцарии и о пребывании в Ново-Белгородском централе.

### Комментарии
1. ↑  Не совсем ясно, что подразумевает Пётр Кошель под «родительскими правами», если Фёкла с детских лет была сиротой[5]. Возможно, речь идёт об устранении опекунского влияния на личную свободу Донецкой.
2. ↑  Ралли фигурирует в воспоминаниях Дебогория-Мокриевича под криптонимом Р.
3. ↑  В эту общину входили Владимир Августович Гольштейн и Замфир Ралли[9].
4. ↑  Согласно сведениям Петра Лаврова 11 сентября[11].
5. ↑  Сейчас в этом здании расположен Краеведческий музей Печенежского района